# Sissal
Sissal Jóhanna Norðberg Niclasen, (művésznevén: Sissal), (Tórshavn, 1995 február 13. – ) feröeri énekesnő. Ő képviselte Dániát a 2025-ös Eurovíziós Dalfesztiválon Bázelben, a Hallucination című dallal.

## Magánélete
Sissal Feröer fővárosában, Tórshavnban született, és a feröeri művész, Mikkalina Norðberg lánya. 2020-ban Koppenhágába költözött, hogy nemzetközi zenei karrierjét építse. Két lánya van.
Zenei inspirációját a norvég Dagny-tól és a svéd Robyntól merítette.

## Pályafutása
2005-ben vált ismertté, amikor megnyerte a feröeri gyermekdalversenyt, a Nósa Barnaprix-t Summarið er komið című dalával. 2010-ben elnyerte az Ársins Songrødd éves énekverseny első helyét.
Első EP-je, a Hear Me Now 2025. január 10-én jelent meg. 2025. február 6-án a Danmarks Radio bejelentette, hogy az énekesnő résztvevője lesz a 2025-ös Dansk Melodi Grand Prix-nek. Hallucination című versenydalával megnyerte a március 1-jén rendezett döntőt, ahol a szakmai zsűri valamint a közönség szavazatai alakították ki a végeredményt, így ő képviselhette Dániát az Eurovíziós Dalfesztiválon. A verseny május 15-én rendezett második elődöntőjéből nyolcadik helyezettként jutott tovább a döntőbe, ahol végül a huszonharmadik helyen végzett.

## Diszkográfia

### Középlemezek
- Hear Me Now (2025)

### Kislemezek
- Deep End (2024)
- Far From Sober (2024)
- Hallucination (2025)